# جیرولامو لوچنتی
جیرولامو لوچنتی (ایتالیایی: Girolamo Lucenti؛ ‏ ۱۶۲۷ – ۱۶۹۸) مجسمه‌ساز و نشان‌ساز دوران باروک اهل ایتالیا بود.
وی مدتی با جان لورنتسو برنینی همکاری داشت و مجسمهٔ «فرشته با میخ‌ صلیب» بر روی پل سانت‌آنجلو از آثار اوست. او همچنین پیکره‌ای از کاردینال جیرولامو گاستالدی در مقبرهٔ او در کلیسای سانتا ماریا از میراکولی و ۴ نیم‌تنهٔ برنزی از پاپ‌ها در سانتا ماریا در مونتسانتو ساخت.